# Houssen Abderrahmane
Houssen Abderrahmane (Creil, 3 februari 1995) is een Mauritanisch-Frans voetballer die sinds 2021 uitkomt voor Francs Borains. Abderrahmane is een verdediger.

## Clubcarrière
Abderrahmane genoot zijn jeugdopleiding bij FC Liancourt Clermont, US Chantilly, RC Strasbourg, FC Lorient en Amiens SC. Hij startte zijn seniorencarrière in 2015 bij US Raonnaise, dat toen uitkwam in de CFA2. In zijn eerste seizoen promoveerde Abderrahmane met de club naar de CFA. In 2018 maakte hij de overstap naar CS Louhans-Cuiseaux, een club uit de Championnat National 3. Ook met deze club promoveerde hij in zijn eerste seizoen naar het vierde niveau.
In juni 2020 stapte hij over naar de Belgische tweedeklasser RWDM. Daar kreeg hij op de openingsspeeldag van de Proximus League meteen een basisplaats tegen Club NXT. Het werd meteen ook zijn laatste officiële wedstrijd voor RWDM, want daarna kwam hij niet meer aan spelen toe voor de club uit Sint-Jans-Molenbeek. Eind augustus 2021 verkaste hij naar Francs Borains, een club uit Eerste nationale.

## Clubstatistieken
| Seizoen         | Club                | Land               | Competitie             | Competitie | Competitie | Beker | Beker | Supercup | Supercup | Europees | Europees | Totaal | Totaal |
| Seizoen         | Club                | Land               | Competitie             | Wed.       | Dlp.       | Wed.  | Dlp.  | Wed.     | Dlp.     | Wed.     | Dlp.     | Wed.   | Dlp.   |
| --------------- | ------------------- | ------------------ | ---------------------- | ---------- | ---------- | ----- | ----- | -------- | -------- | -------- | -------- | ------ | ------ |
| 2015/16         | US Raonnaise        | Vlag van Frankrijk | Championnat National 3 | 24         | 5          | 1     | 0     | —        | —        | —        | —        | 25     | 5      |
| 2016/17         | US Raonnaise        | Vlag van Frankrijk | Championnat National 2 | 19         | 1          | 0     | 0     | —        | —        | —        | —        | 19     | 1      |
| 2017/18         | US Raonnaise        | Vlag van Frankrijk | Championnat National 2 | 29         | 1          | 2     | 0     | —        | —        | —        | —        | 31     | 1      |
| 2018/19         | CS Louhans-Cuiseaux | Vlag van Frankrijk | Championnat National 3 | 15         | 0          | 1     | 0     | —        | —        | —        | —        | 16     | 0      |
| 2019/20         | CS Louhans-Cuiseaux | Vlag van Frankrijk | Championnat National 2 | 29         | 1          | 0     | 0     | —        | —        | —        | —        | 29     | 1      |
| 2020/21         | RWDM                | Vlag van België    | Eerste klasse B        | 1          | 0          | 0     | 0     | —        | —        | —        | —        | 1      | 0      |
| 2021/22         | Francs Borains      | Vlag van België    | Eerste nationale       | 12         | 2          | 1     | 0     | —        | —        | —        | —        | 13     | 2      |
| Carrière totaal | Carrière totaal     | Carrière totaal    | Carrière totaal        | 127        | 11         | 5     | 0     | 0        | 0        | 0        | 0        | 132    | 11     |

Bijgewerkt op 23 januari 2022.

## Interlandcarrière
Abderrahmane maakte op 6 oktober 2016 zijn interlanddebuut voor Mauritanië tijdens een vriendschappelijke interland tegen Canada (4-0-verlies). Zijn volgende interland speelde hij pas in 2019. Op 30 maart 2021 plaatste hij zich, in een rechtstreeks duel tegen de Centraal-Afrikaanse Republiek van zijn toenmalige RWDM-ploegmaat Cédric Yamberé, voor de Afrika Cup 2021. Abderrahmane speelde op dat toernooi uiteindelijk één wedstrijd: in de derde groepswedstrijd tegen Mali, die Mauritanië met 2-0 verloor, kreeg hij een basisplaats van bondscoach Didier Gomes Da Rosa.
| Interlands van Houssen Abderrahmane | Interlands van Houssen Abderrahmane | Interlands van Houssen Abderrahmane        | Interlands van Houssen Abderrahmane | Interlands van Houssen Abderrahmane | Interlands van Houssen Abderrahmane | Interlands van Houssen Abderrahmane |
| No.                                 | Datum                               | Wedstrijd                                  | Uitslag                             | Soort Wedstrijd                     | Doelpunten                          |                                     |
| Als speler bij US Raonnaise         | Als speler bij US Raonnaise         | Als speler bij US Raonnaise                | Als speler bij US Raonnaise         | Als speler bij US Raonnaise         | Als speler bij US Raonnaise         | Als speler bij US Raonnaise         |
| ----------------------------------- | ----------------------------------- | ------------------------------------------ | ----------------------------------- | ----------------------------------- | ----------------------------------- | ----------------------------------- |
| 1.                                  | 6 oktober 2016                      | Canada – Mauritanië                        | 4 – 0                               | Vriendschappelijk                   | -                                   |                                     |
| Als speler bij CS Louhans-Cuiseaux  |                                     |                                            |                                     |                                     |                                     |                                     |
| 2.                                  | 6 september 2019                    | Tunesië – Mauritanië                       | 1 – 0                               | Vriendschappelijk                   | -                                   |                                     |
| 3.                                  | 15 oktober 2019                     | Mauritanië – Libië                         | 0 – 0                               | Vriendschappelijk                   | -                                   |                                     |
| 4.                                  | 15 november 2019                    | Marokko – Mauritanië                       | 0 – 0                               | Kwalificatie Afrika Cup 2021        | -                                   |                                     |
| 5.                                  | 19 november 2019                    | Mauritanië – Centraal-Afrikaanse Republiek | 2 – 0                               | Kwalificatie Afrika Cup 2021        | -                                   |                                     |
| Als speler bij RWDM                 |                                     |                                            |                                     |                                     |                                     |                                     |
| 6.                                  | 9 oktober 2020                      | Mauritanië – Sierra Leone                  | 2 – 1                               | Vriendschappelijk                   | -                                   |                                     |
| 7.                                  | 11 november 2020                    | Mauritanië – Burundi                       | 1 – 1                               | Kwalificatie Afrika Cup 2021        | -                                   |                                     |
| 8.                                  | 15 november 2020                    | Burundi – Mauritanië                       | 3 – 1                               | Kwalificatie Afrika Cup 2021        | -                                   |                                     |
| 9.                                  | 30 maart 2021                       | Centraal-Afrikaanse Republiek – Mauritanië | 0 – 1                               | Kwalificatie Afrika Cup 2021        | -                                   |                                     |
| 10.                                 | 3 juni 2021                         | Algerije – Mauritanië                      | 4 – 1                               | Vriendschappelijk                   | -                                   |                                     |
| 11.                                 | 11 juni 2021                        | Mauritanië – Liberia                       | 4 – 1                               | Vriendschappelijk                   | -                                   |                                     |
| 12.                                 | 22 juni 2021                        | Mauritanië – Jemen                         | 2 – 0                               | Kwalificatie FIFA Arab Cup 2021     | -                                   |                                     |
| Als speler bij RWDM                 |                                     |                                            |                                     |                                     |                                     |                                     |
| 13.                                 | 10 oktober 2021                     | Mauritanië – Tunesië                       | 0 – 0                               | Kwalificatie WK 2022                | -                                   |                                     |
| 14.                                 | 13 november 2021                    | Zambia – Mauritanië                        | 4 – 0                               | Kwalificatie WK 2022                | -                                   |                                     |
| 15.                                 | 16 november 2021                    | Mauritanië – Equatoriaal-Guinea            | 1 – 1                               | Kwalificatie WK 2022                | -                                   |                                     |
| 16.                                 | 20 januari 2022                     | Mali – Mauritanië                          | 2 – 0                               | Afrika Cup 2021                     | -                                   |                                     |
| Totaal                              | Totaal                              | Totaal                                     | Totaal                              | Totaal                              | 0                                   |                                     |

Bijgewerkt tot 17 februari 2022